# ذعرة ميكونغ
ذعرة ميكونغ (الاسم العلمي: Motacilla samveasnae) (بالإنجليزية: Mekong Wagtail)‏ هو طائر صغير من الجواثم ينتمي لفصيلة التمرة.